# تودشك
تودشك (بالفارسية: تودشک) هي مدينة تقع في إيران في Kuhpayeh District. يقدر عدد سكانها بـ 3,940 نسمة .